# Back to Black (in Video)
Back to Black (in Video) è un video-album di Amy Winehouse, che racchiude al suo interno alcuni video musicali pubblicati tra il 2006 e il 2007.

## Tracce
1. Rehab
2. You Know I'm No Good
3. Back To Black
4. Love is A Losing Game
5. Back To Black (live at SXSW)